# حملة المائة وردة
حركة المائة زهرة تشير إلى فترة فاصلة في تاريخ جمهورية الصين الشعبية من عام 1956 – 1957 خلال الفترة التي شجع فيها الحزب الشيوعي الصيني تعدد الرؤى والحلول بخصوص سياسة التعامل مع القضايا الوطنية أطلقت تحت شعار «دع مائة زهرة لتزهر ومائة مدرسة فكرية للتنافس هو السياسة اللازمة لدعم الارتقاء بالفنون والعلوم وازدهار الثقافة الاشتراكية في الصين».
يستخدم الغرب عادة المقطع الأول من الشعار مع تحريفه إلى «دع ألف زهرة لتزهر» للإشارة إلي محاولات التخلص من المعارضين عن طريق تشجيعهم على إظهار أنفسهم كناقدين للنظام قبل القضاء عليهم. وهو ما يعتقد البعض الهدف الحقيقي من تلك الحركة التي أطلقها ماو تسي تونغ من البداية، كحيلة استهدفت كشف الناشطين الحقوقيين والمعادين للثورة، لمحاكمة أصحاب الرؤية المختلفة عن رؤية الحزب، فيما يرى كتاب آخرين أن تونغ خطط لهذه الحركة من البداية لدعم سلطته ومحاربة الفساد لكن عندما بدأت الانتقادات تتعرض له شخصيا بدأ بقمع حركة المائة زهرة وبعقاب بعض المشاركين فيها.أدي فشل فكرة حركة المائة زهرة إلى فرض تشدد على حرية التعبير في الصين وحفز الحركات المعادية للحريات العامة.